# Moschee Dublin

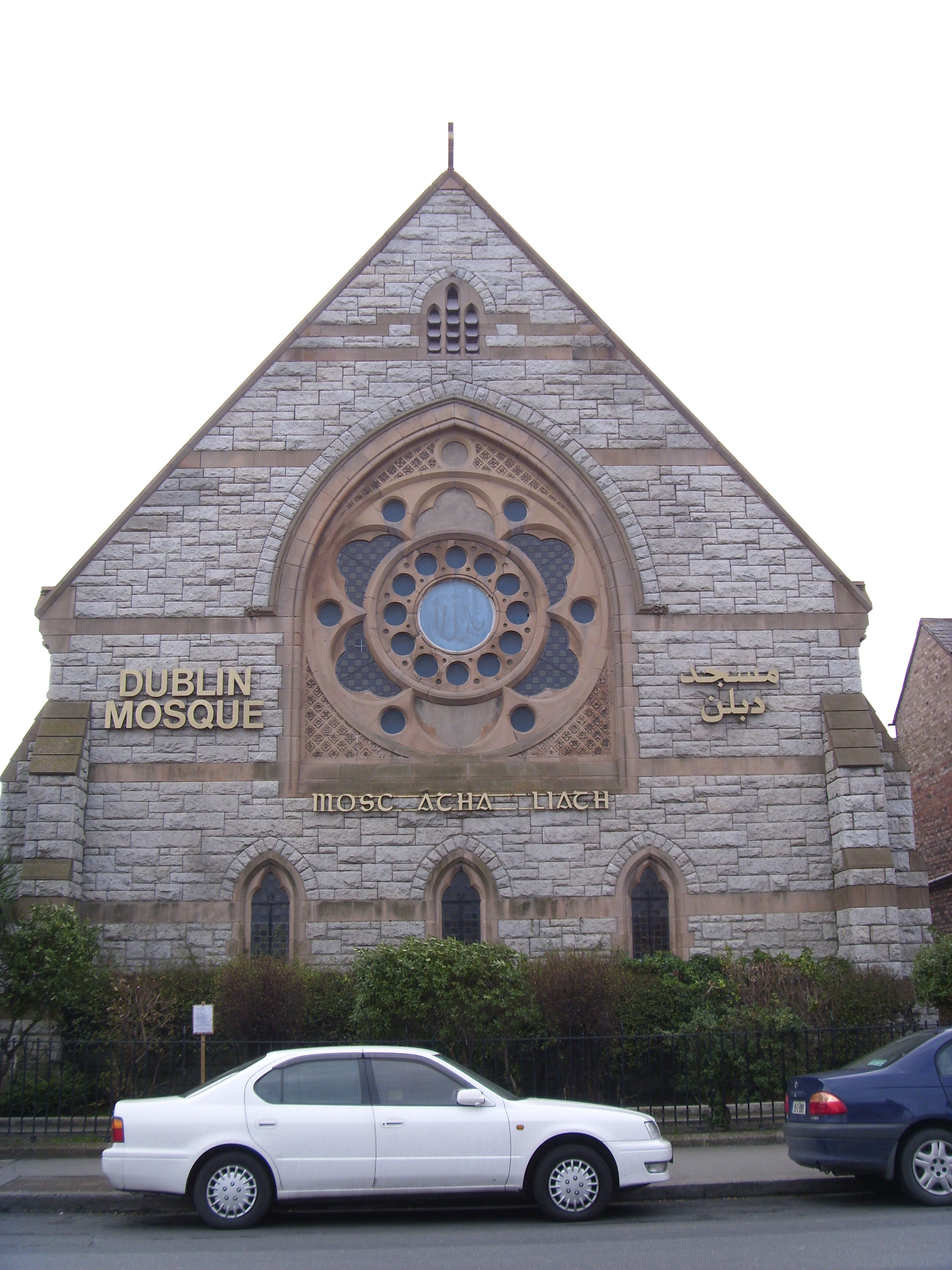
Dubliner Moschee

Die Moschee Dublin (englisch Dublin Mosque, irisch Mosc Átha Cliath) befindet sich an der South Circular Road in der irischen Hauptstadt Dublin. Sie ist derzeit Hauptquartier der Islamic Foundation of Ireland.

## Entstehung der Gemeinde
In den frühen 1970er Jahren, als es noch keine Moschee in Dublin gab, begannen muslimische Studenten damit, ihre Verwandten sowie islamische Organisationen in Großbritannien und einigen islamisch geprägten Ländern zu kontaktieren, mit der Absicht, Geld für die Gründung einer Moschee in Dublin zu sammeln. Im Jahr 1974 wurde ein vierstöckiges Haus gekauft, und 1976 wurde die erste Moschee sowie das erste Islamische Zentrum eröffnet. Einige Jahre nach der Gründung wurde die Moschee zu klein, um die wachsende Zahl der Gläubigen unterzubringen.

## Das Gebäude
Die frühere presbyterianische Kirche wurde in den 1860er Jahren im Stile einer englischen Kirche des 13. Jahrhunderts erbaut. Im Jahr 1983 wurde das Gebäude von der Islamic Foundation of Ireland aufgekauft und in eine Moschee umgewandelt.